# Registre d'enquête publique
Un registre d'enquête publique est un document administratif mis en France à la disposition du public lors d'une enquête publique, afin que celui-ci puisse y déposer par écrit ses remarques ou questions à l'attention du préfet et/ou du commissaire enquêteur qui devra s'en servir pour rédiger un avis motivé au préfet sur le projet soumis à enquête. 
Chaque page est numérotée et paraphée par le commissaire enquêteur.
Si le registre est plein, un second registre est joint au premier (qui reste à disposition du public) ou des feuilles numérotées et paraphées y sont ajoutées.
C'est un document public, mis à disposition de tous, dans la ou les mairie(s) désignées comme lieu de l'enquête, sous la responsabilité des maires, aux heures d'ouverture (normales ou exceptionnelles) le temps de l'enquête publique (que le commissaire enquêteur peut proposer de prolonger s'il l'estime utile). 

## Limites
Le public n'a généralement pas pu consacrer assez de temps à la lecture des dossiers parfois très complexes et techniques, uniquement consultables aux heures d'ouverture de la mairie, ni trouver réponse à ses questions par la commissaire enquêteur qui n'est souvent présent que trois jours durant le temps de l'enquête. 

Il arrive aussi que le public vienne beaucoup plus nombreux les derniers jours de l'enquête, et chacun ne peut alors trouver le temps et/ou la place d'écrire ses remarques dans le registre. On admet alors généralement que les remarques puissent être envoyées par courrier au commissaire enquêteur.